# Vicegovernatore delle Isole Marianne Settentrionali
Il Commonwealth delle Isole Marianne Settentrionali ha un governo autonomo composto da un Governatore, un Vicegovernatore e una legislatura.
Secondo quanto previsto dall'Articolo III Sezione 7 della Costituzione del Commonwealth delle Isole Marianne Settentrionali, "In caso di rimozione, decesso o dimissioni del governatore, il vicegovernatore ne assume la carica e il presidente del Senato diventa il nuovo vicegovernatore."

## Elenco dei Vicegovernatori
Partiti politici: 

  Democratico
  Repubblicano
  Partito dell'Alleanza
| N.      | Foto    | Governatore                      | Carica           | Carica                                  | Governatore | Governatore                 |
| N.      | Foto    | Governatore                      | Inizio           | Termine                                 | Governatore | Governatore                 |
| ------- | ------- | -------------------------------- | ---------------- | --------------------------------------- | ----------- | --------------------------- |
| 1       |         | Francisco Castro Ada (1934-2010) | 9 gennaio 1978   | 11 gennaio 1982                         |             | Carlos S. Camacho           |
| 2       |         | Pedro A. Tenorio (1941-)         | 11 gennaio 1982  | 8 gennaio 1990                          |             | Pedro Tenorio               |
| 3       |         | Benjamin Manglona (1938-2016)    | 8 gennaio 1990   | 10 gennaio 1994                         |             | Lorenzo I. De Leon Guerrero |
| 4       |         | Jesus C. Borja (1948-)           | 10 gennaio 1994  | 12 gennaio 1998                         |             | Froilan Tenorio             |
| 5       |         | Jesus R. Sablan (1952-)          | 12 gennaio 1998  | 14 gennaio 2002                         |             | Pedro Tenorio               |
| 6       |         | Diego Benavente (1959-)          | 14 gennaio 2002  | 9 gennaio 2006                          |             | Juan Babauta                |
| 7       |         | Timothy Villagomez (1962-)       | 9 gennaio 2006   | 24 aprile 2009 (Dimessosi)              |             | Benigno Fitial              |
| Vacante | Vacante | Vacante                          | 24 aprile 2009   | 1 maggio 2009                           |             | Benigno Fitial              |
| 8       |         | Eloy Inos (1949-2015)            | 1 maggio 2009    | 20 febbraio 2013 (Divenuto Governatore) |             | Benigno Fitial              |
| 8       |         | Eloy Inos (1949-2015)            | 1 maggio 2009    | 20 febbraio 2013 (Divenuto Governatore) |             | Benigno Fitial              |
| 9       |         | Jude Hofschneider (1966-)        | 20 febbraio 2013 | 12 gennaio 2015                         |             | Eloy Inos                   |
| 9       |         | Jude Hofschneider (1966-)        | 20 febbraio 2013 | 12 gennaio 2015                         |             | Eloy Inos                   |
| 10      |         | Ralph Torres (1979-)             | 12 gennaio 2015  | 29 dicembre 2015 (Divenuto Governatore) |             | Eloy Inos                   |
| 11      |         | Victor Hocog (1953-)             | 29 dicembre 2015 | 14 gennaio 2019                         |             | Ralph Torres                |
| 12      |         | Arnold Palacios (1955-)          | 14 gennaio 2019  | 9 gennaio 2023                          |             | David M. Apatang            |
| 13      |         | David M. Apatang (1948-)         | 9 gennaio 2023   | in carica                               |             | Arnold Palacios             |